# Palais Gerolamo Grimaldi
Le Palazzo Gerolamo Grimaldi - également connu sous le nom de Palazzo della Meridiana - est un palais situé sur la colline  San Francesco dans le centre historique de Gênes, inclus le 13 juillet 2006 dans la liste des quarante-deux palais inscrits au Système des palais des Rolli de Gênes comme site du Patrimoine Mondial de l'UNESCO.

## Histoire et description
Il fut construit entre 1536 et 1544 par le banquier génois Gerolamo Grimaldi Oliva, qui s'enrichit au Portugal et en Espagne où il gérait la perception des impôts à Cordoue et à Grenade. Au moment de la construction, il se trouvait dans une zone peu urbanisée et en forte pente, avec un accès et une façade principale sur le versant de San Francesco di Castelletto, ainsi que deux élévations latérales donnant sur les jardins en amont et en aval, très appréciés par l'architecte Joseph Furttenbach. Les fresques de la façade nord, encore visibles, représentant les Travaux d'Hercule ont été attribuées à Aurelio Busso.

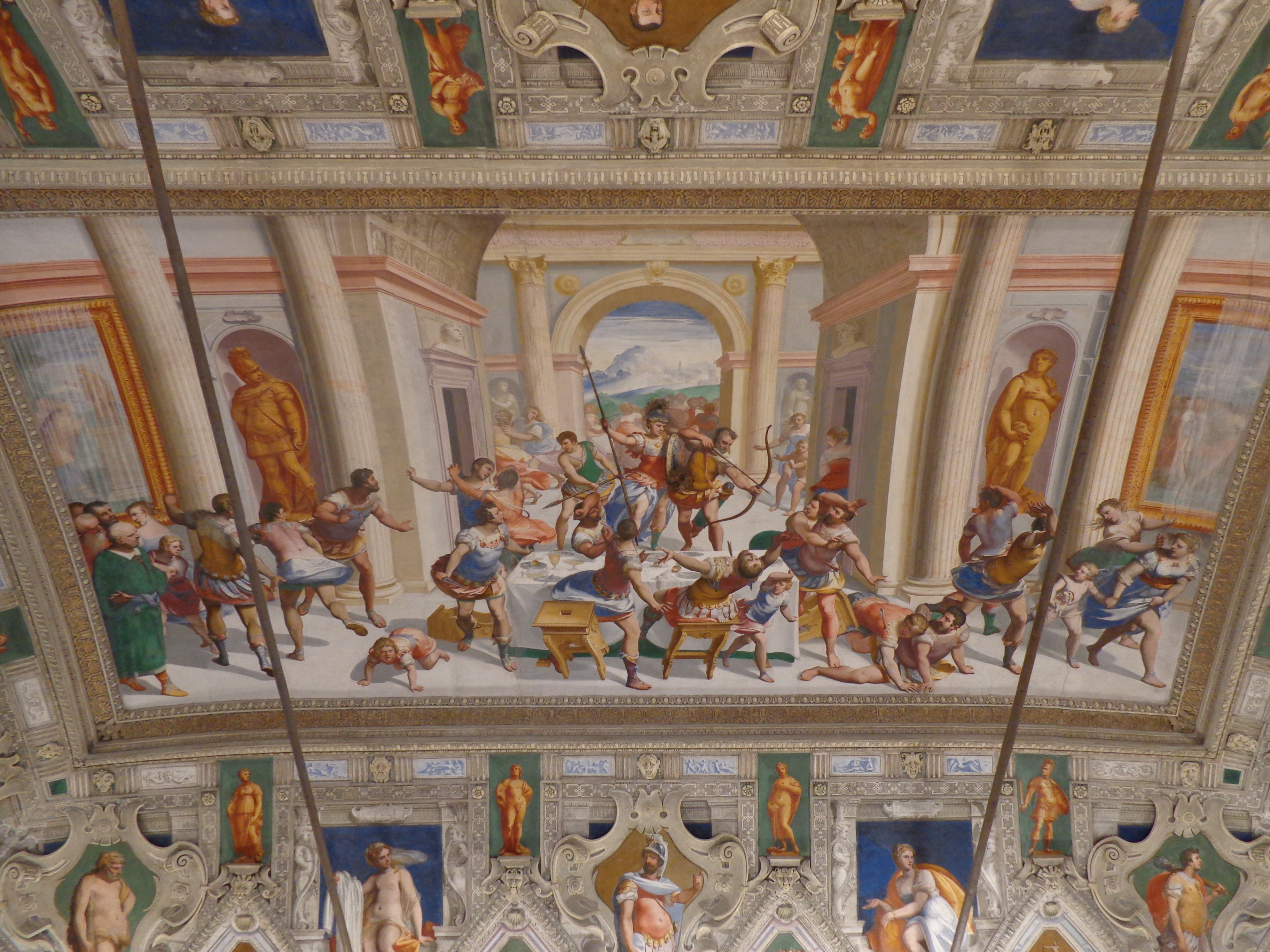
Luca Cambiaso, Ulysse jette les prétendants.

La décoration de fresques de nombreuses pièces intérieures, par Luca Cambiaso, Giovanni Battista Castello, Lazzaro Calvi et d'autres a été commencée entre 1556 et 1566 sous la commande du fils de Gerolamo, Giovanni Battista Grimaldi, propriétaire de la célèbre Villa Grimaldi detta La Forteresse à Sampierdarena.
L'édifice du XVIe siècle, au double caractère de palais de ville et de résidence de villa suburbaine, recèle dans son ambiguïté la genèse d'un renouveau architectural.
L'ouverture de la Strada Nuovissima (1778-1786, aujourd'hui via Cairoli) nécessitera le creusement du jardin inférieur et la reconstruction de la façade sud, avec l'ajout par Giacomo Brusco d'un avant-corps couvert surmonté d'une terrasse et d'un cadran solaire peint sur la façade, auquel on doit le nom actuel de Palazzo della Meridiana. La preuve de la façade originale du XVIe siècle figure dans le livre de Rubens des Palais de Gênes (1652). Dans le cas du palais du cadran solaire, Rubens décide de représenter la façade sur le jardin, au lieu de la façade principale, comme cela se produit pour les autres bâtiments illustrés, car l'élévation sur le versant de San Francesco est irrégulière en raison de la pente du terrain. Cette élévation a également changé par rapport à l'original du XVIe siècle, qui, à la hauteur du balcon de marbre de l'étage noble, avait un profond renfoncement au centre correspondant à la cour ouverte en dessous. Son aspect actuel remonte à 1697, lorsque la loggia centrale couverte fut connectée sur la première cour transformée en atrium fermé.
Dans l'ensemble, le palais d'aujourd'hui est très différent de celui d'origine, qui comprenait 2 cours intérieures avec loggias et était entouré de jardins, caractérisé par l'alternance d'espaces ouverts et couverts : depuis le porche d'entrée un télescope visuel encadrait le petit jardin à l'ouest avec un grand nymphée, des jeux d'eau et des automates à travers une alternance d'espaces à peine interrompus par les jeux de perspective des colonnades.

### La restauration de Coppedè
Après trois siècles d'appartenance à la famille Grimaldi Oliva, en 1835, Gio Agostino vendit le bâtiment à Paolo Sebastiano Odero. Au début du XXe siècle, Evan Mackenzie, représentant de la Lloyd's de Londres à Gênes, chargea l'architecte florentin Gino Coppedè d'adapter le bâtiment en site de bureaux. À cette occasion, en plus de nouveaux bâtiments dans le jardin arrière, la cour a été recouverte d'une verrière colorée, au centre de laquelle se détachent les symboles des villes de Rome, Venise et Turin, et les décorations à la détrempe des voûtes de plusieurs salles ont été créées par le peintre Nicola Mascialino, de style néo-Renaissance, qui est également intervenu fortement dans la décoration intérieure des salles où se trouvent les fresques de Luca Cambiaso (Ulysse chassant les prétendants, Épisodes de l'Odyssée, Satyre moqué par l'Amour) et Lazzaro Calvi (Apollon sur son char).
Lorsque, en mai 1915, l'Italie entre en guerre, la famille Mackenzie met à disposition certaines pièces du palais Meridiana pour les transformer en hôpital pour officiers italiens.
Au siècle dernier, il a été utilisé plusieurs fois comme bâtiment public avec des cloisons et des rénovations conséquentes.

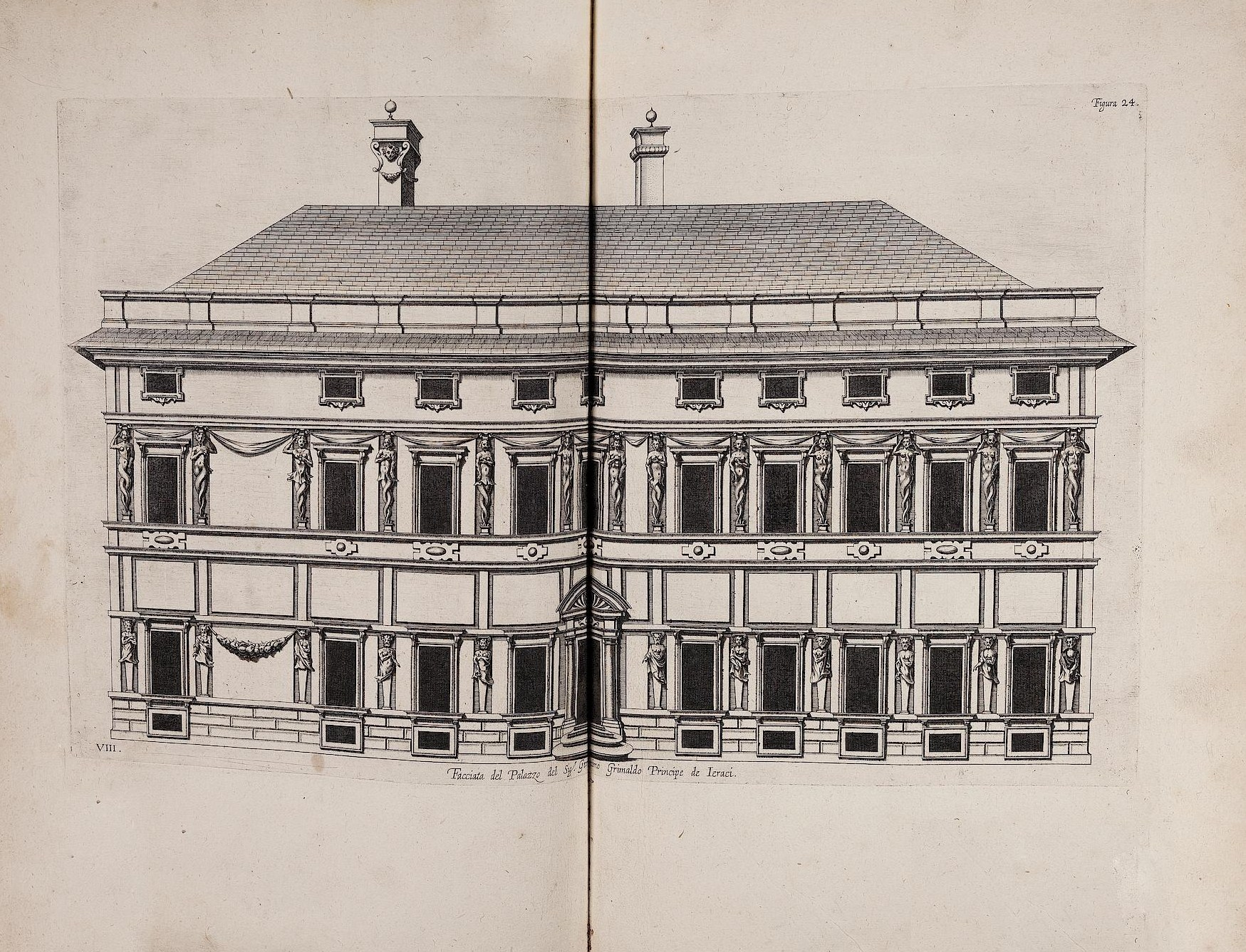
PP. Rubens, Palazzi di Genova, 1652. Façade sur le jardin.
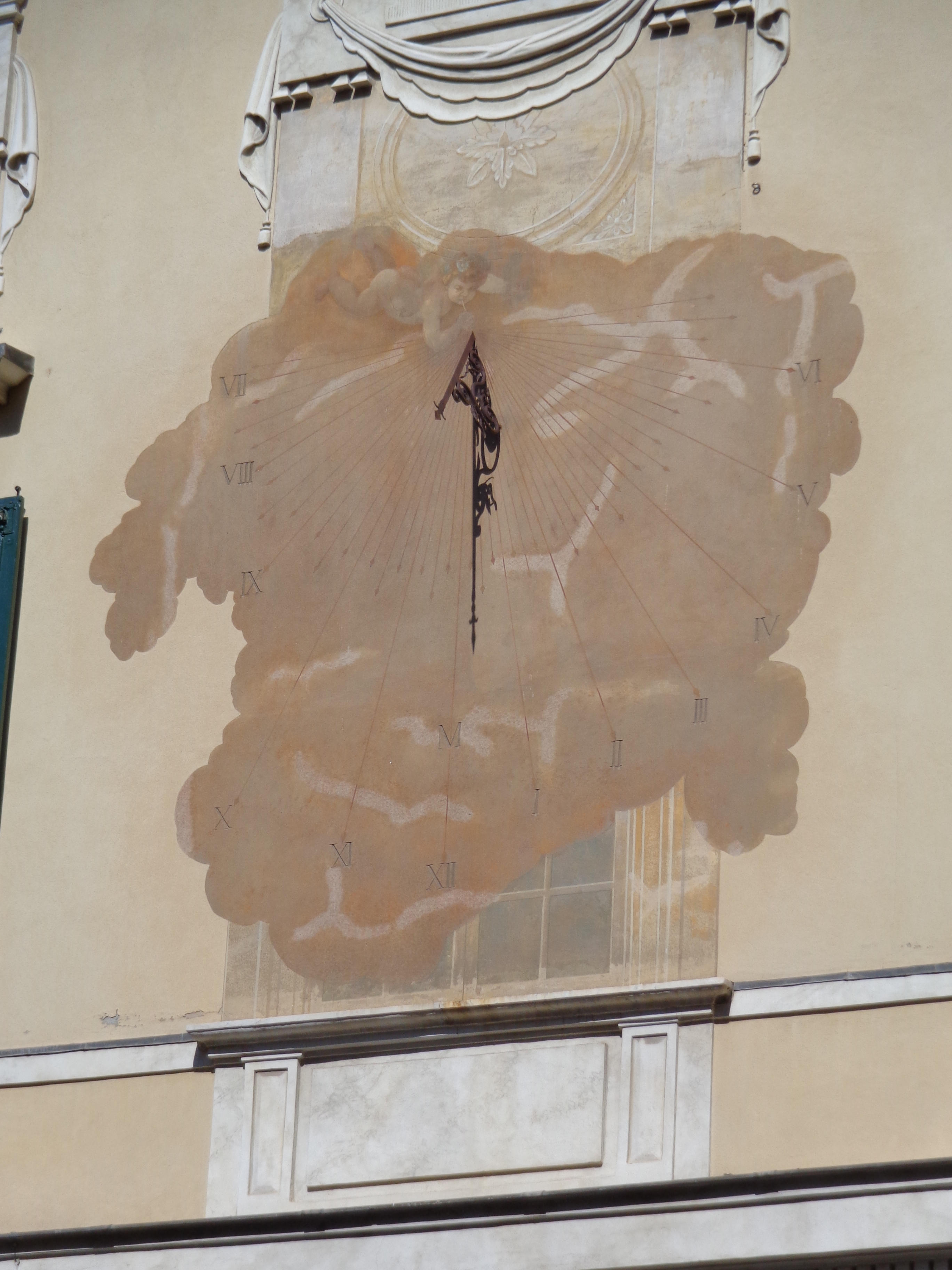
Détail du cadran solaire.
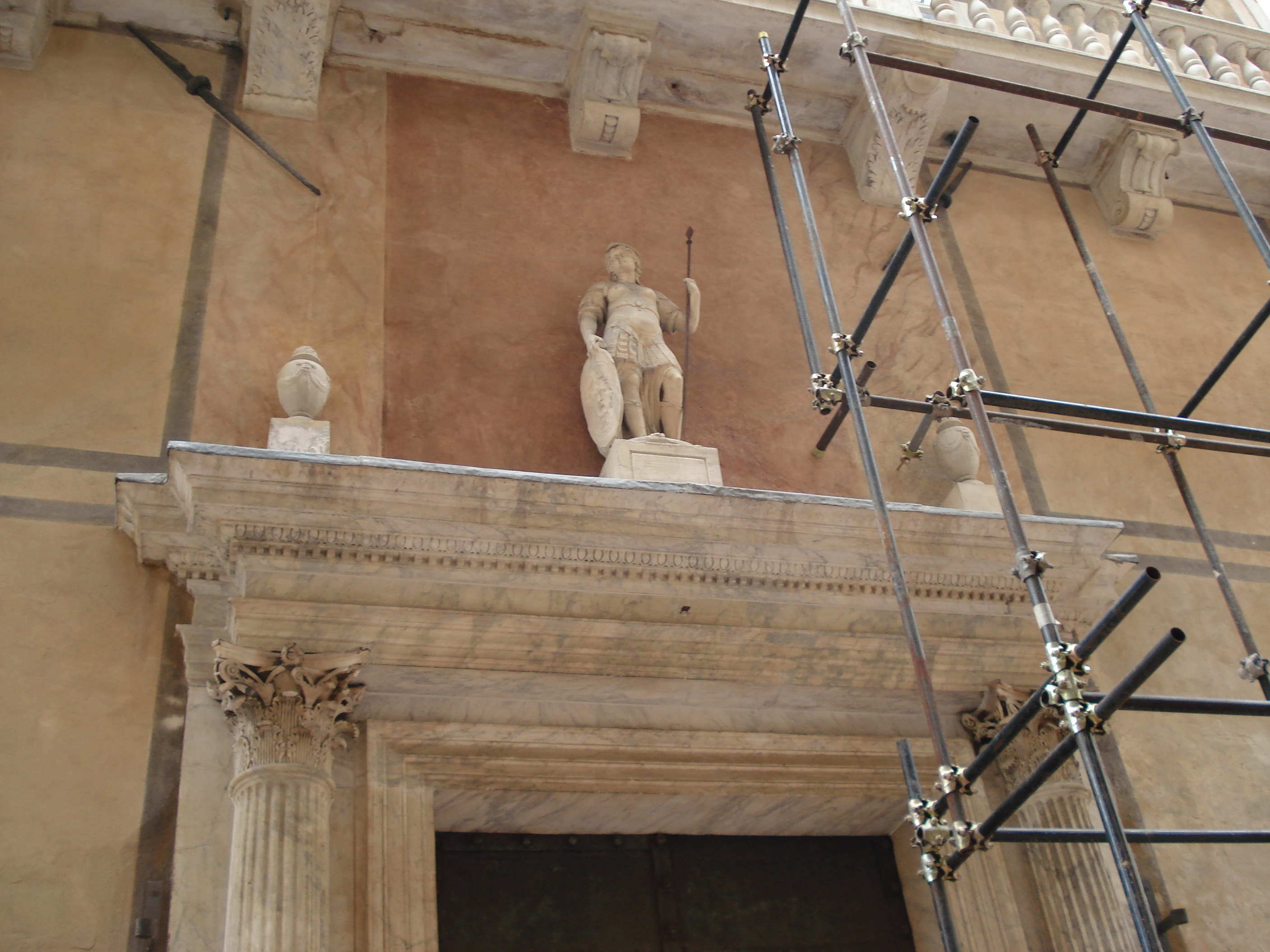
Détail du portail de Salita di San Francesco.
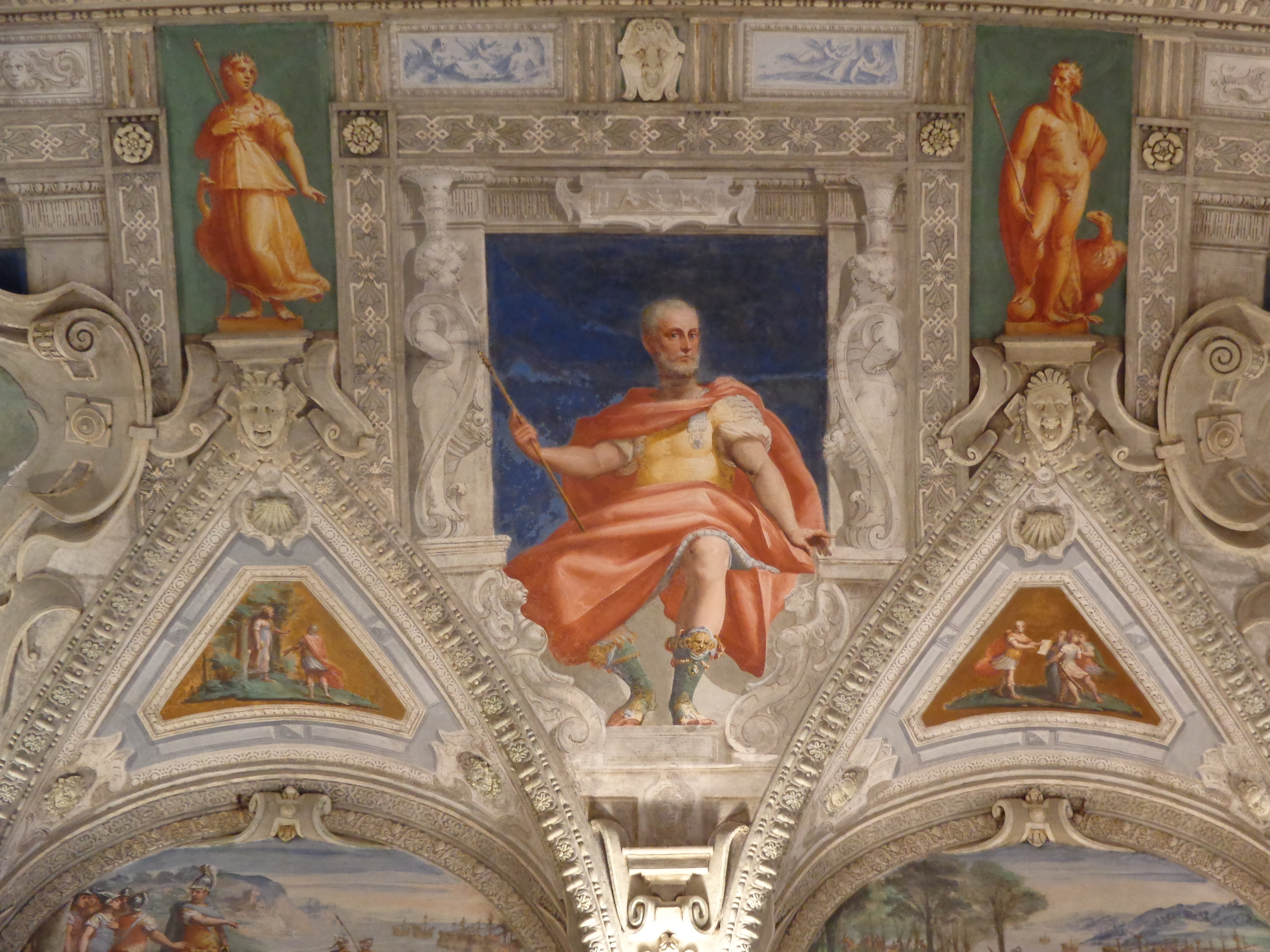
Luca Cambiaso, Gerolamo Grimaldi en chef, fresque de la salle Ulysse.
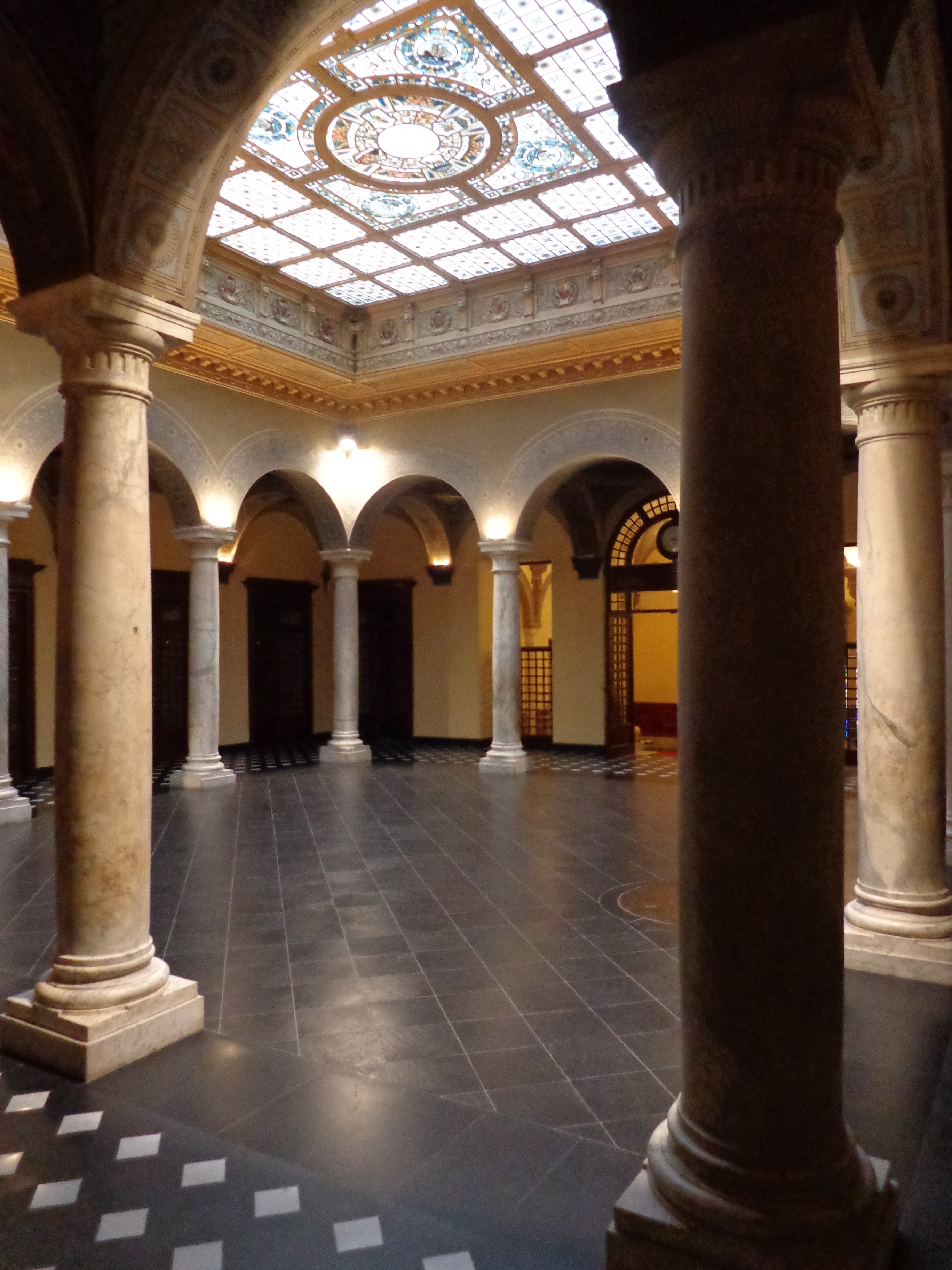
Atrium, décoration de Coppedè.
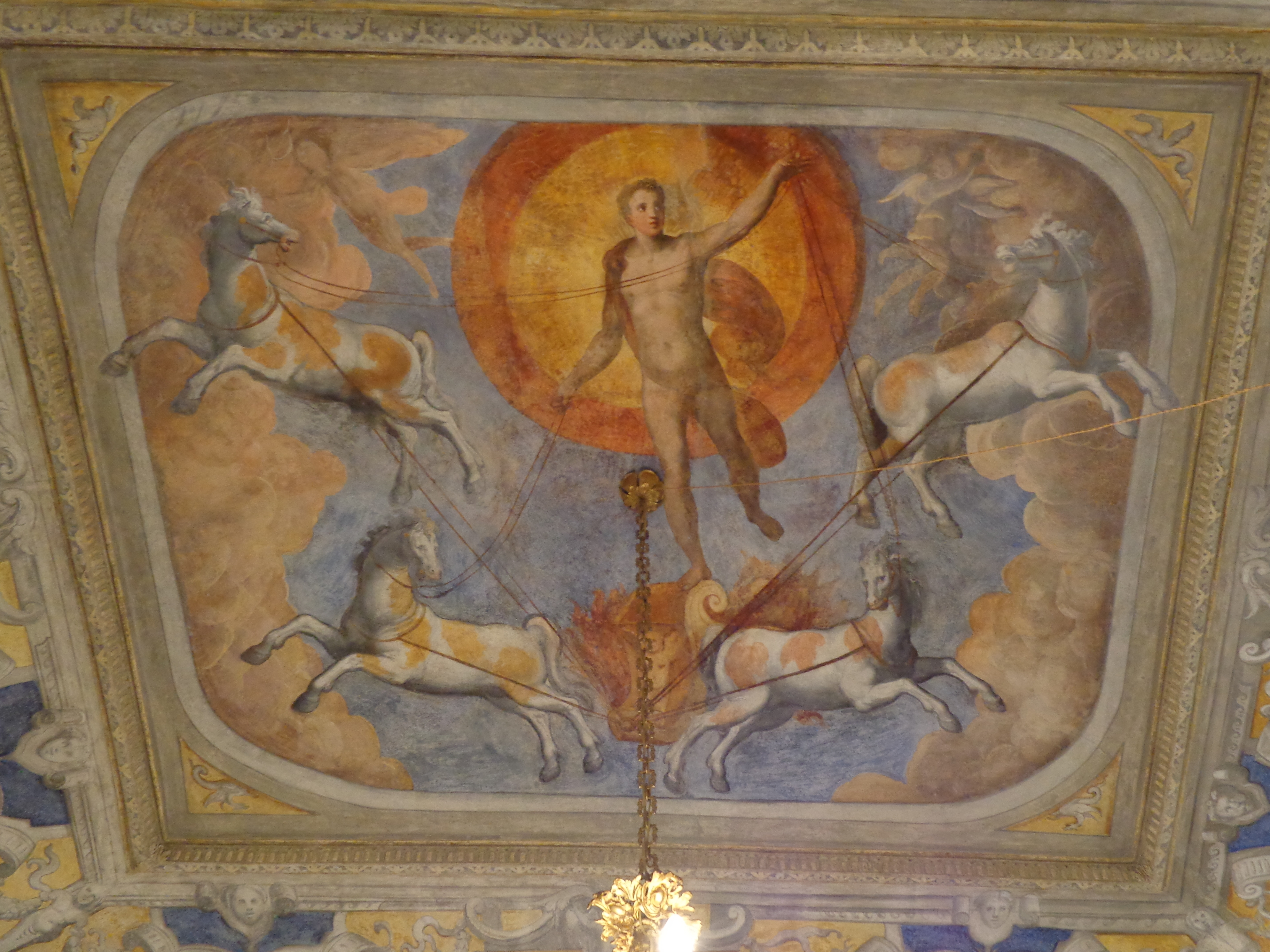
Apollon sur le char de Lazzaro Calvi.
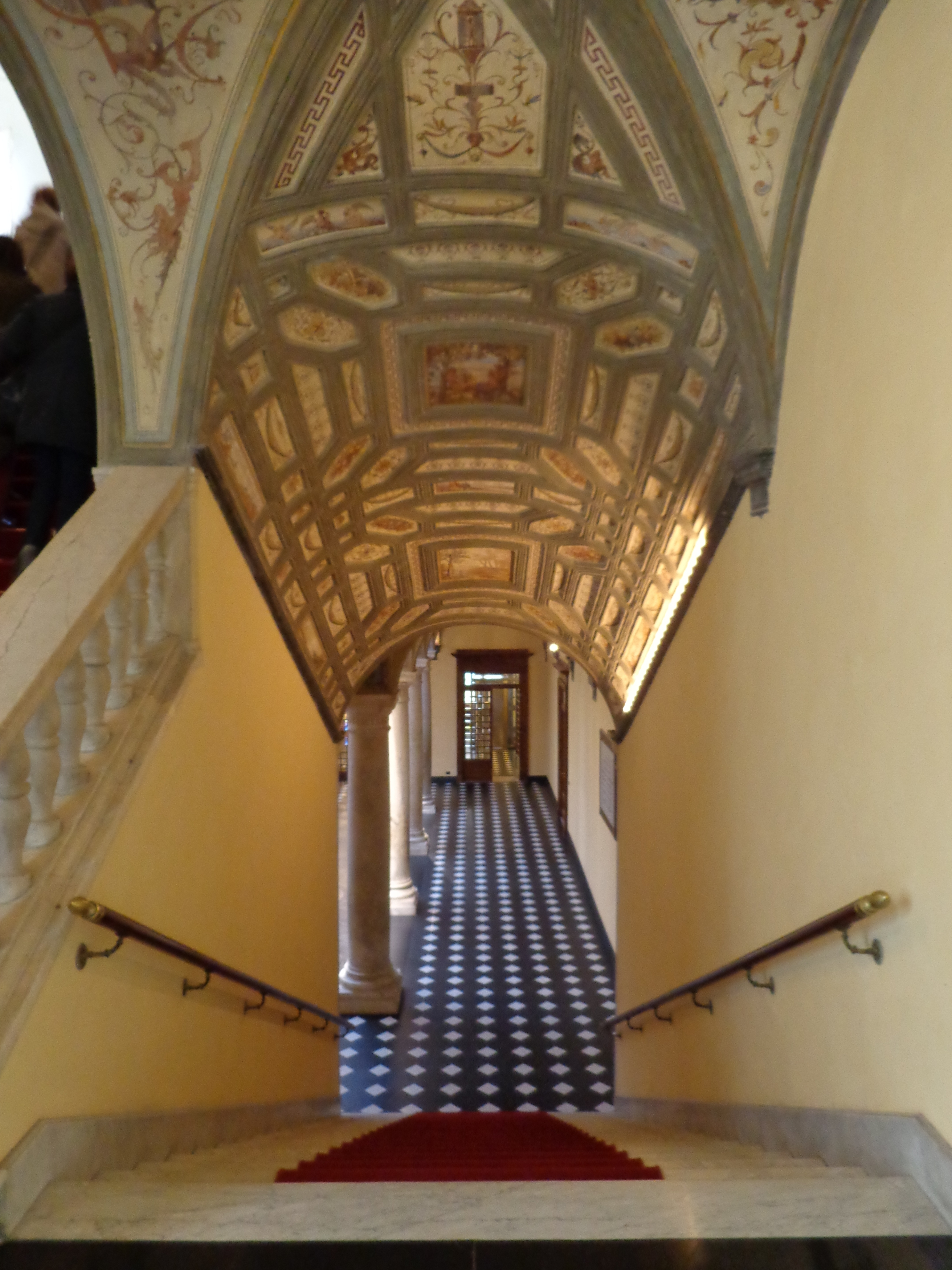
L'escalier.